# Đèo Ba Đầu
Đèo Ba Đầu là đèo trên Đường tỉnh 617 ở vùng đất thôn Phú Mỹ xã Tam Trà huyện Núi Thành tỉnh Quảng Nam, Việt Nam .
Đường tỉnh 617 bắt đầu từ ngã ba Tam Hiệp 15°26′33″B 108°37′46″Đ / 15,442577°B 108,629453°Đ trên Quốc lộ 1, thuộc xã Tam Hiệp, nối đến huyện Tiên Phước. Đèo ở cách ngã ba này cỡ 18 km về hướng tây, và cách trung tâm hành chính xã Tam Trà 15°23′00″B 108°30′18″Đ / 15,383232°B 108,505003°Đ cỡ 3 km hướng đông .
Ở phía bắc cách 5 km theo đường thẳng là Đèo Ba Ví 15°25′55″B 108°30′57″Đ / 15,432048°B 108,5159°Đ trên liên huyện ở vùng giáp ranh xã Tam Sơn và Tam Thạnh cùng huyện.
Vùng đèo Ba Đầu từng nổi lên là vùng nan giải trong công tác bảo vệ rừng .